# 신라중학교 (부산)
신라중학교(新羅中學校)는 부산광역시 사상구 덕포동에 위치한 사립 중학교이다.

## 학교 연혁
- 1954년 11월 8일 : 재단법인 박영학원 설립 인가
- 1954년 11월 15일 : 초대 이사장 박영택 선생 취임
- 1964년 4월 22일 : 학교법인 박영학원으로 법인명 변경
- 1967년 10월 28일 : 부일여자중학교(18학급) 인가
- 1967년 11월 9일 : 초대 교장 이수응 선생 취임
- 1968년 3월 5일 : 개교 및 제1회 입학식(연제구 연산동 825-1)
- 2004년 2월 21일 : 연산동 교사에서 덕포동 65번지 신축교사로 이사
- 2004년 3월 1일 : 신라중학교로 교명 변경 및 남녀공학 전환
- 2007년 11월 1일 : 학교직영급식 시작
- 2015년 11월 3일 : 제13대 이사장 명예 인문학박사 박언표 선생 취임
- 2022년 9월 1일 : 제17대 교장 문학박사 김정오 선생 취임
- 2024년 2월 7일 : 제54회 졸업식(졸업생 93명, 누계 22,066명)
- 2024년 3월 4일 : 제57회 입학식(입학생 102명)

## 참고 자료
- 신라중학교 - 한국교육학술정보원 학교알리미